# Online Film Critics Society - Meilleur film
Le Online Film Critics Society - Meilleur film (Online Film Critics Society Award for Best Picture an anglais) est un prix décerné par le Online Film Critics Society.

## Palmarès
Note : L'année indiquée est celle de la cérémonie.

### Années 1990
- 1997 : L.A. Confidential de Curtis Hanson
- 1998 : Il faut sauver le soldat Ryan de Steven Spielberg
- 1999 : American Beauty de Sam Mendes

### Années 2000
- 2000 : Presque célèbre de Cameron Crowe
- 2001 : Memento de Christopher Nolan et Mulholland Drive de David Lynch
- 2002 : Le Seigneur des anneaux : Les Deux Tours de Peter Jackson
- 2003 : Le Seigneur des anneaux : Le Retour du roi de Peter Jackson
- 2004 : Eternal Sunshine of the Spotless Mind d'Michel Gondry
- 2005 : A History of Violence de David Cronenberg
- 2006 : Vol 93 de Paul Greengrass
- 2007 : No Country for Old Men de Joel et Ethan Coen
- 2008 : WALL-E d'Andrew Stanton
- 2009 : Démineurs de Kathryn Bigelow

### Années 2010
- 2010 : The Social Network de David Fincher
- 2011 : The Tree of Life de Terrence Malick
- 2012 : Argo de Ben Affleck
- 2013 : Twelve Years a Slave de Steve McQueen
- 2014 : The Grand Budapest Hotel de Wes Anderson
- 2015 : Mad Max: Fury Road de George Miller
- 2016 : Moonlight de Barry Jenkins
- 2017 : Get Out de Jordan Peele
- 2018 : Roma de Alfonso Cuarón
- 2019 : Parasite de Bong Joon-ho

### Années 2020
- 2020 : Nomadland de Chloé Zhao
- 2021 : The Power of the Dog de Jane Campion
- 2022 : Everything Everywhere All at Once de Daniel Kwan et Daniel Scheinert